# اصل سوم قانون اساسی ایالات متحده آمریکا

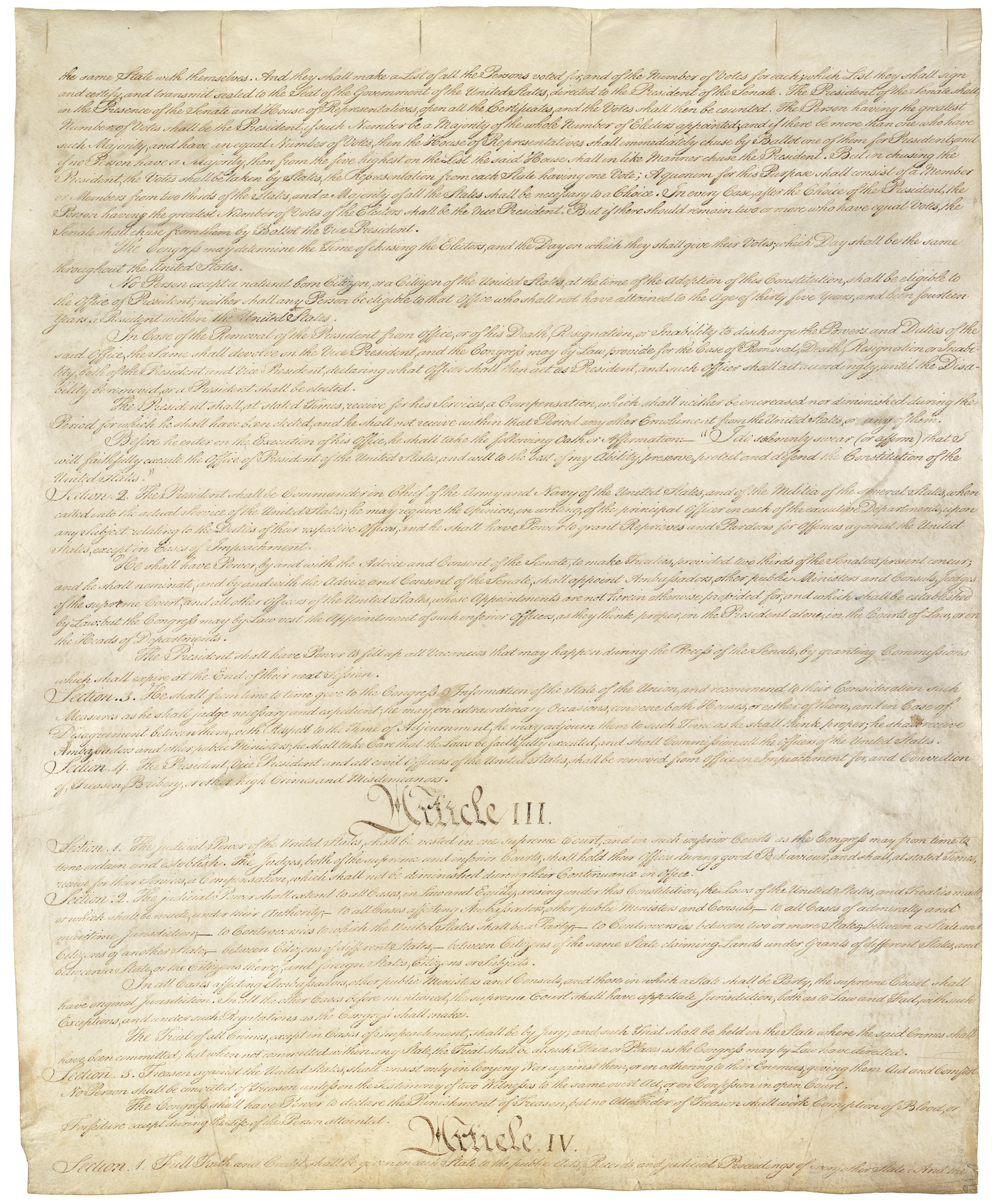
تصویری از صفحه سوم و اصل سوم قانون اساسی آمریکا

اصل سوم قانون اساسی ایالات متحده آمریکا قوه قضائیه حکومت فدرال ایالات متحده آمریکا را پایه‌گذاری می‌کند. قوه قضاییه شامل دیوان عالی ایالات متحده آمریکا و دادگاه‌های پایین‌تری است که کنگره آنها را ایجاد کرده‌است.

## بخش ۱: دادگاه‌های فدرال
بخش ۱ قدرت قضایی ایالات متحده را به دادگاه‌های فدرال واگذار می‌کند، وجود یک دیوان عالی را الزام می‌کند و اجازه تأسیس دادگاه‌های پایین‌تر را می‌دهد و رفتار خوب از سوی قضات را لازم می‌دارد و کم کردن حقوق قضات را ممنوع می‌کند.
قوه قضاییة ایالات متحده به دیوان عالی و دادگاه‌های تالی که کنگره می‌تواند در هر زمانی تعیین نماید و تشکیل دهد، واگذار می‌گردد. قاضیان دیوان عالی و دادگاه‌های تالی تا زمانی که حسن رفتار داشته باشند در مقام خود باقی‌مانده و حقوق خود را در زمانهای معین در ازای خدمتشان دریافت می‌کنند. میزان این حقوق در طول مدت عهده‌داری این سمت کاهش نم‌یابد.